# Berrosteguieta
Berrosteguieta (oficialmente Berroztegieta) es un concejo del municipio de Vitoria, en la provincia de Álava, País Vasco (España).

## Ubicación
El concejo está 5,5 km al sur de Vitoria, y se llega a ella tomando la carretera A-3102 que conduce hacia el puerto de Zaldiaran, y forma parte de la denominada Zona Rural Suroeste de Vitoria.

## Geografía
El concejo se encuentra en la vertiente norte de los Montes de Vitoria en terreno montañoso y a 617 metros de altitud, entre el Barranco de Buesa y el arroyo Esquíbel.
|                 | Norte: Armentia         |               |
| Oeste: Esquíbel |                         | Este: Lasarte |
|                 | Sur: Condado de Treviño |               |

## Despoblados
Forman parte del concejo los despoblados de:
- Dehesa de San Bartolomé.[2]
- Gazaeta.[3]

Forma parte del concejo una fracción del despoblado de:
- Galbarreta.[4]

## Historia
Berrosteguieta entra en la historia en 1025 cuando es mencionado en el Cartulario de San Millán con el nombre de Berroztegieta. Fue incorporada a la jurisdicción de la villa de Vitoria en 1332. Tradicionalmente ha sido una población pequeña, pobre en agricultura, pero rica en pastos. Frente al despoblamiento de otras pequeñas aldeas del entorno de Vitoria, el concejo ha visto cuadriplicar su población en los últimos 45 años. Esto se debe a que el pueblo se ha llenado de chalets dada su cercanía a Vitoria, sus relativamente buenas comunicaciones y el bello entorno en el que se enclava.
En la parte sur, se encuentra el monte Zaldiaran, donde en 1367, existió un castillo que sirvió de campamento a Enrique de Trastámara en su lucha contra Pedro I El Cruel. Siglos más tarde, en 1813, la localidad sufrió graves problemas con motivo de la Batalla de Vitoria contra los franceses, según cuenta el sacerdote José de Larrea en el libro de la parroquia.
Existen restos arqueológicos del eneolítico-bronce en la Dehesa de San Bartolomé. Su término forma hoy un coto de propiedad particular.
A mediados del siglo XIX, cuando formaba parte del ayuntamiento de Ali, tenía 87 habitantes. Aparece descrito en el cuarto volumen del Diccionario geográfico-estadístico-histórico de España y sus posesiones de Ultramar de Pascual Madoz de la siguiente manera:

BERROSTEGUIETA: l. en la prov. de Alava, part. jud. de Vitoria (¾ leg.), aud. terr. de Burgos, c. g. de las provincias Vascongadas, dióc. de Calahorra, ayunt. de Ali (¾). sit. al S. de la cap., combatido por todos los vientos y clima sano: Tiene 15 casas; 1 parr. (Sta. Eulalia), servida por dos beneficiados perpetuos con título de cura de patronato del cabildo y del diocesano; se venera en ella una espina de la corona de Ntro. Sr. Jesucristo, que se espone á la adoracion pública todos los años por el mes de junio. Confina el térm. N. Armentai; E. Lasarte; S. condado de Treviño (part. jud. de Miranda de Ebro, prov. de Burgos), y O. Esquivel. Dentro del mismo se encuentra un térm. red. llamado el desp. de San Bartolome, el cual correspondia al cabildo de la igl. parr. de Vitoria. El terreno hácia el S. está cubierto de montañas, donde hay arbolado de varias clases y buenas yerbas de pasto. Los caminos son locales, y tambien cruza el que desde Vitoria va al cond. de Treviño. prod. cereales, legumbres, hortaliza y frutas: se cria ganado mular, vacuno, lanar y cabrio; y hay caza mayor y menor. pobl.: 15 vec., 87 alm. riqueza y contr. (V. Alava intendencia).
(Madoz, 1846, p. 289)

Décadas después, ya en el siglo XX, se describe de la siguiente manera en el tomo de la Geografía general del País Vasco-Navarro dedicado a Álava y escrito por Vicente Vera y López:

Berrosteguieta.—Aldea distante de Vitoria 5573 metros, con 17 edificios, todos de dos pisos, uno deshabitado, poblada por 90 almas de hecho y derecho, de las que son varones 48 y hembras 42. Su parroquia, dedicada á Santa Eulalia, es rural de segunda clase y pertenece al arciprestazgo de Armentia; en ella se guarda y venera una espina de la corona de Nuestra Señor Jesucristo, que anualmente, en el mes de Junio, se expone al público, siendo muchos los devotos de los pueblos inmediatos que acuden á adorarla. Tiene una escuela pública incompleta y á ella acuden los niños de Gardélegui, situado á un kilómetro de distancia. Su terreno, montañoso, confina al N. con Armentia, al S. con el Condado de Treviño, al E. con Lasarte y al O. con Esquivel; por su situación topográfica es pobre en agricultura, pero rica en pastos, de los que se aprovecha el vecindario para la cría de ganados de varias clases; produce cereales, hortalizas, legumbres y frutas. Comunica con la capital por camino vecinal.

A Berrosteguieta pertenecen los montes comunales de Ogabe, de 120 hectáreas, con robles quejigos, y Urgaci, de 63 hectáreas é igual clase de árboles. Se incorporó a Vitoria el año 1332.
(Vera y López, 1915-1921, p. 339)

## Demografía
En 2023 Berrosteguieta cuenta con una población de 150 habitantes según el Padrón Continuo por Unidad Poblacional del Instituto Nacional de Estadística (INE).
| Gráfica de evolución demográfica de Berrosteguieta entre 2000 y 2023 |
|                                                                      |
| Población (2000-2023) según los censos de población del INE.         |

## Cultura

### Patrimonio material

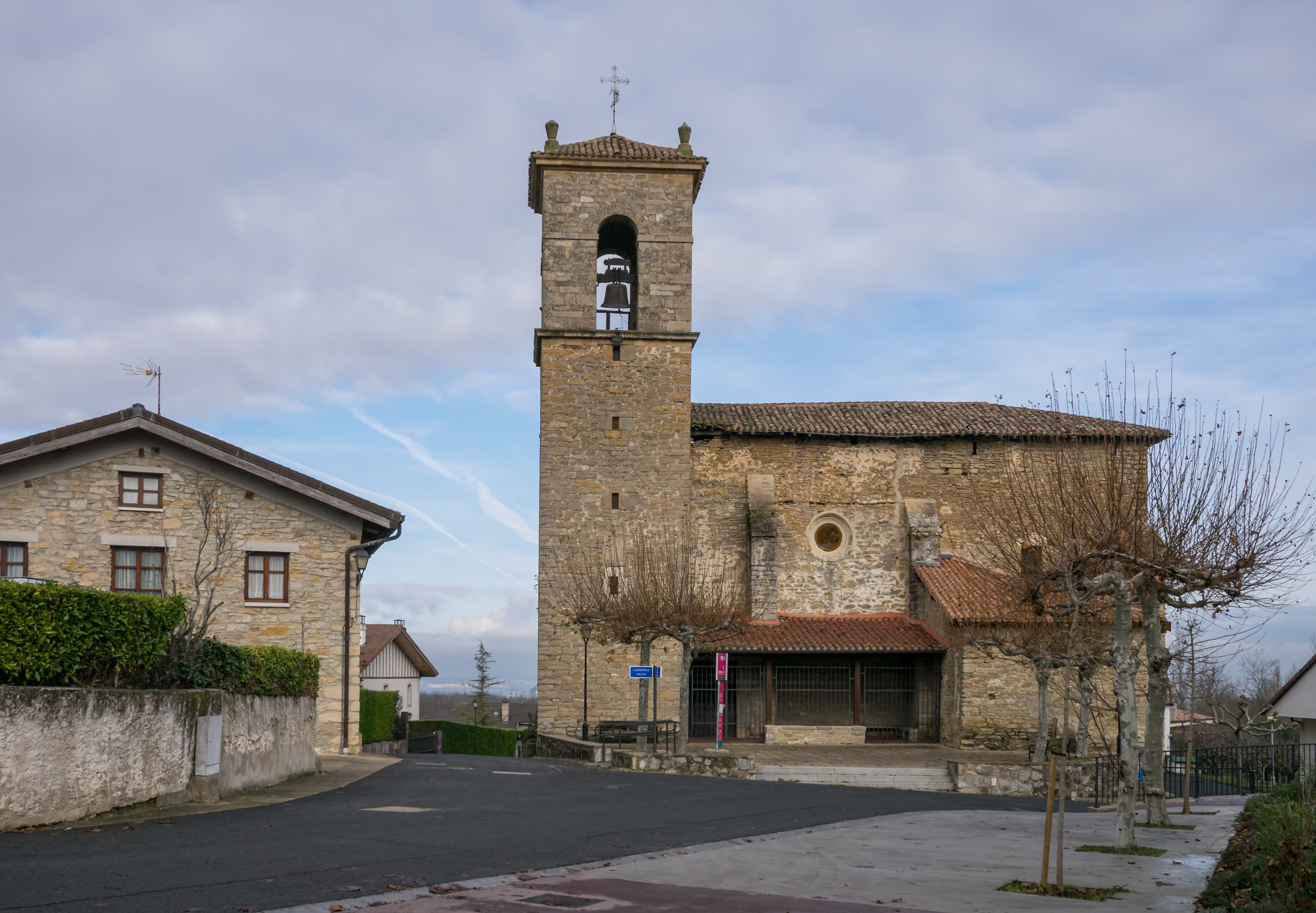
Iglesia de Berrosteguieta

La imagen titular de la iglesia de Santa Eulalia (siglos XV y XVI) es una hermosa talla policromada del siglo XVI. En la capilla lateral se venera la Santa Espina de la corona de Jesucristo, traída por Fray Tomás de Esquíbel en 1555.
El pueblo tuvo una ermita de San Bartolomé que procedía del despoblado de la Dehesa de San Bartolomé.

### Patrimonio inmaterial

#### Festividades y tradiciones
Sus habitantes eran conocidos con el apodo de 'Corbos' y celebran sus fiestas el día de Pentecostés. Además de las rogativas que se celebran en esta localidad y a las que se acercan vecinos de otros pueblos, hay otra festividad que tiene un significado especial para Berrosteguieta, la fiesta de San Quirico. 
Ese día los vecinos de Armentia se acercan andando hasta Berrosteguieta con una cruz. Los de Berrosteguieta les reciben enarbolando otra cruz y se lleva a cabo el encuentro. Tras el acto religioso los habitantes de estas dos poblaciones se reúnen en una merienda fraternal. Una tradición reciente que facilita el encuentro con los vecinos de localidades cercanas.